# 小行星1024
小行星1024（1024 Hale）是一颗围绕太阳公转的小行星。
該小行星以美國天文學家喬治·海耳命名。

## 参数
这颗小行星的绝对星等为10.60等。